# 姚文
姚文（1973年8月—），男，汉族，中共党员，中华人民共和国外交官，现任中华人民共和国驻孟加拉人民共和国特命全权大使。

## 生平
1994年，姚文毕业于安徽师范大学英语系。1997年，毕业于中国人民大学国际政治系，进入中华人民共和国外交部工作，曾在外交部亚洲司综合处、驻印度尼西亚大使馆、驻泰国大使馆任职。2012年9月，任驻巴基斯坦大使馆政务参赞、首席馆员。2014年，加公使衔。2015年，任外交部亚洲司参赞。2018年，升任外交部亚洲司副司长。2020年9月，改任外交部北美大洋洲司副司长。2022年12月，出任中华人民共和国驻孟加拉国大使。